# Absolut Warhola
Absolut Warhola je německý dokumentární film o Andym Warholovi a o jeho slovenských rodinných příbuzných, který byl natočen v roce 2001 polským režisérem Stanisławem Muchou.
Film získal řadu ocenění na filmových festivalech po celém světě. 

## Děj
Děj filmu by se dal rozdělit na dvě části, jedna část přináší pohled do obce Miková, odkud pocházejí rodiče Andyho Warhola, a druhá část se odehrává v nedalekých Medzilaborcích, kde sídlí Muzeum moderního umění Andyho Warhola.
Obě části jsou navzájem spletité a střídavě přinášejí pohled na tvorbu a život Andyho Warhola, kterou prezentuje Muzeum moderního umění Andyho Warhola; a na početnou rodinu Andyho Warhola z Mikové, nabízí rozhovory s nimi a přibližuje život ve východoslovenském regionu. 